# Maison régionale des Syndicats de Reims
 
La Maison régionale des Syndicats de Reims est située 15  Boulevard de la Paix à Reims, en France.

## Histoire

### Activité de bourse du travail
Avant d’installer la Maison régionale des Syndicats, la ville de Reims avait racheté les anciens bâtiments de tissage le Bihan  situé au 15 boulevard Cérès qui est devenue l’actuel boulevard de la Paix, pour y installer la bourse du travail. 
La Bourse du Travail de Reims a été inaugurée le 25 mai 1902 par le maire Charles Arnould.
Un hôpital temporaire n°6 a été installé dans la bourse du travail de Reims pendant la Grande Guerre et a été détruit lors d'un bombardement en 1916.

### Activité de Maison des syndicats
Les bâtiments de la bourse du travail ont été détruits en 1976 pour laisser la place à l’actuelle Maison des syndicats.
Un immeuble a été construit, de l'architecte Bernard Fouqueray, pour un montant de 9 Millions de Francs, entre 1975 et 1977, qui va devenir la Maison régionale des Syndicats 
Elle est inaugurée en 1978 par le maire de l'époque Claude Lamblin mais décidé par l'ancien maire Jean Taittinger.

## Description des bâtiments

### Les bâtiments de la Maison régionale des Syndicats
Le bâtiment principal de six étages, donnant sur le boulevard de la Paix, se présente comme un gros parallélépipède avec des façades ajourés par de grandes fenêtres.

### Fouille avant reconstruction
Une mosaïque gallo-romaine de la "maison aux fleurons" de la rue de la Paix, découverte lors des fouilles, est présentée dans le hall d’entrée, au rez-de-chaussée de la Maison des syndicats à Reims. 
La mosaïque est de la fin du Ier siècle dans une habitation qui est reconstruite sur une habitation plus ancienne et qui serait habitée jusqu'à la fin du IIIe siècle.

## Fonctionnement

### De la bourse du travail
La Ville de Reims assure les frais d’aménagement et de fonctionnement (éclairage, chauffage et entretien). 
Elle s’dresse aux salariés syndiqués ou non syndiqués pour le placement qui est sa mission première.
Un Conseil d’Administration est élu par des délégués nommés par les syndicats. Il est composé d’un Secrétaire général, d’un Secrétaire adjoint, d’un Trésorier, d’un Trésorier adjoint et de trois conseillers. 

## Galerie

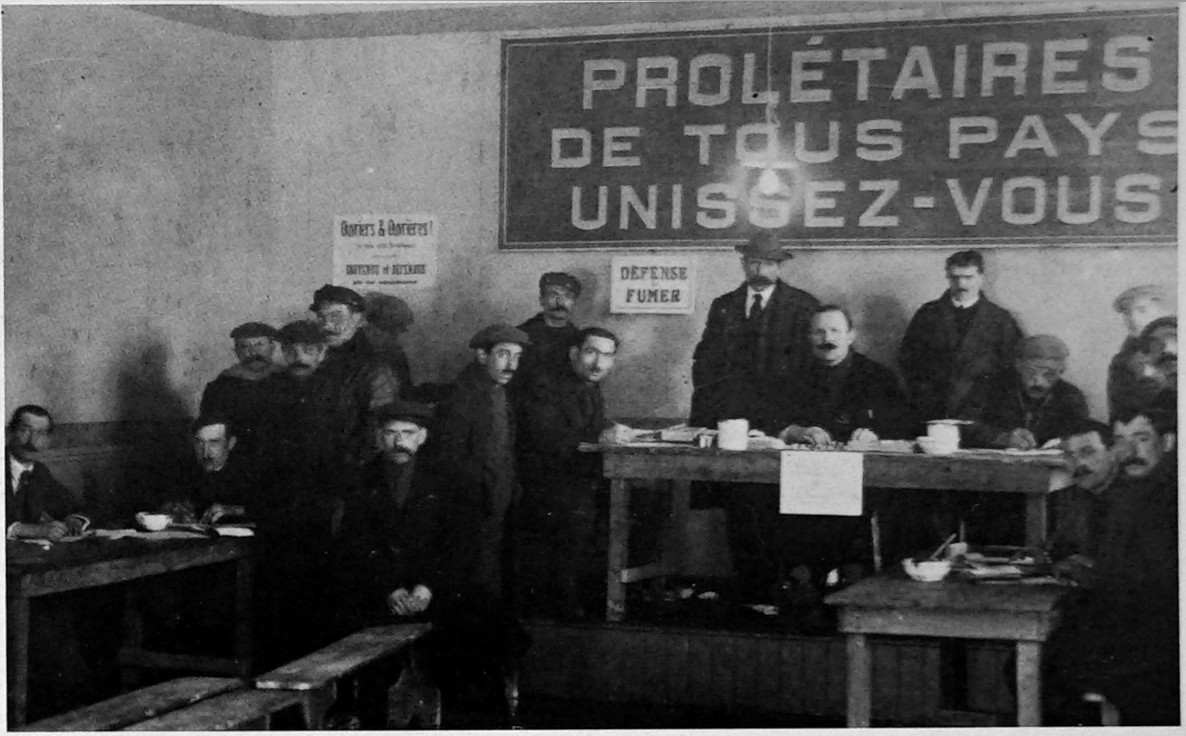
Carte postale bourse du travail.
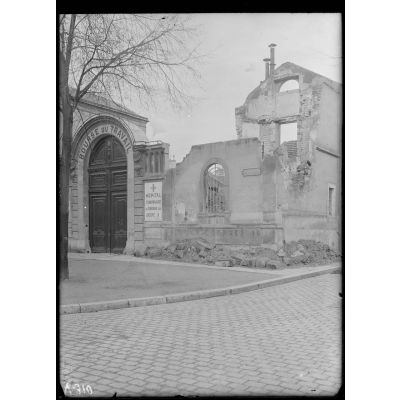
Hôpital temporaire Photo de Bilowski ECPAD Défense.
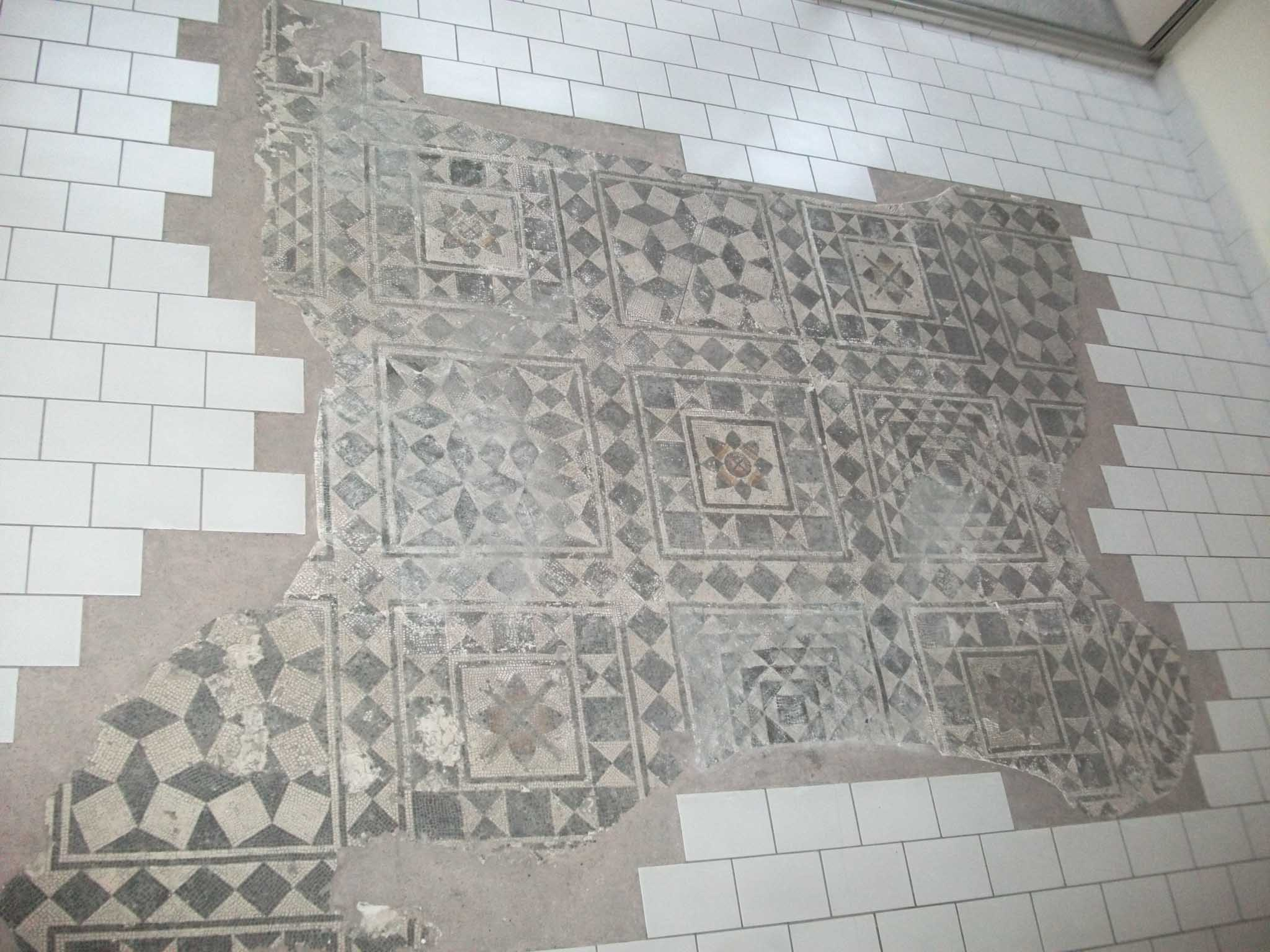
Mosaïque gallo-romaine.